# Nahe (Holstein)
Pour les articles homonymes, voir Nahe (homonymie).
Nahe est une commune d'Allemagne située dans l'arrondissement de Segeberg dans le Schleswig-Holstein.

Situation de Nahe